# Livarot

Livarot este o comună în departamentul Calvados, Franța. În 1 ianuarie 2018 avea o populație de 2.028 de locuitori. Și-a dat numele brânzei Livarot.